# Langouet
Langouet [lɑ̃ɡwɛt], localement orthographiée Langouët, est une commune française située dans le département d'Ille-et-Vilaine en région Bretagne, peuplée de 610 habitants.

## Géographie

### Localisation
La commune de Langouet est située à 20 kilomètres au nord de Rennes.

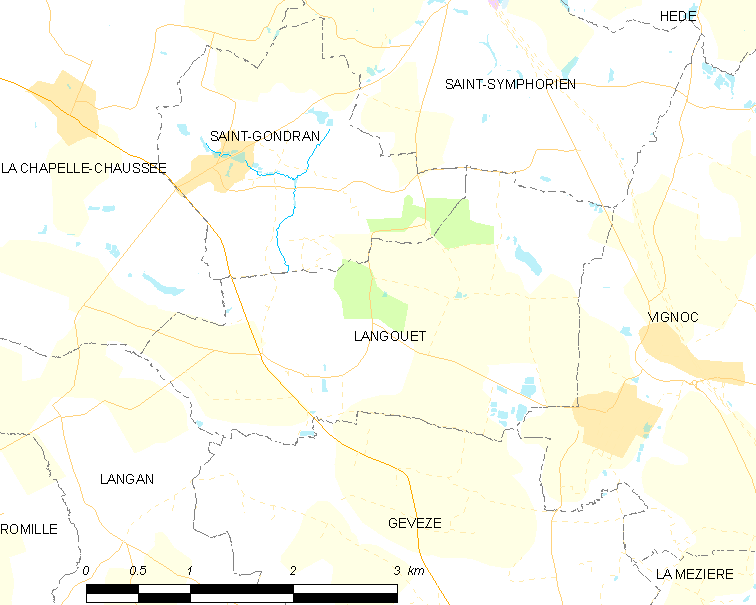
Carte de la commune.

| La Chapelle-Chaussée | Saint-Gondran | Saint-Symphorien |
|                      | Langouet      | Vignoc           |
| Langan               | Gévezé        |                  |

### Géologie et relief
L'altitude de la commune varie entre 71 et 121 mètres. La superficie est de 699 hectares.
Langouet se situe en zone de sismicité 2 (sismicité faible).

### Hydrographie
Pour un article plus général, voir Réseau hydrographique d'Ille-et-Vilaine.
La commune est située dans le bassin Loire-Bretagne. Elle est drainée par la Flume, le Pérouse et le ruisseau de la Tronsonnière,,.
La Flûme, d'une longueur de 34 km, prend sa source dans la commune de La Chapelle-Chaussée et se jette  dans la Vilaine à Rennes, après avoir traversé dix communes. 

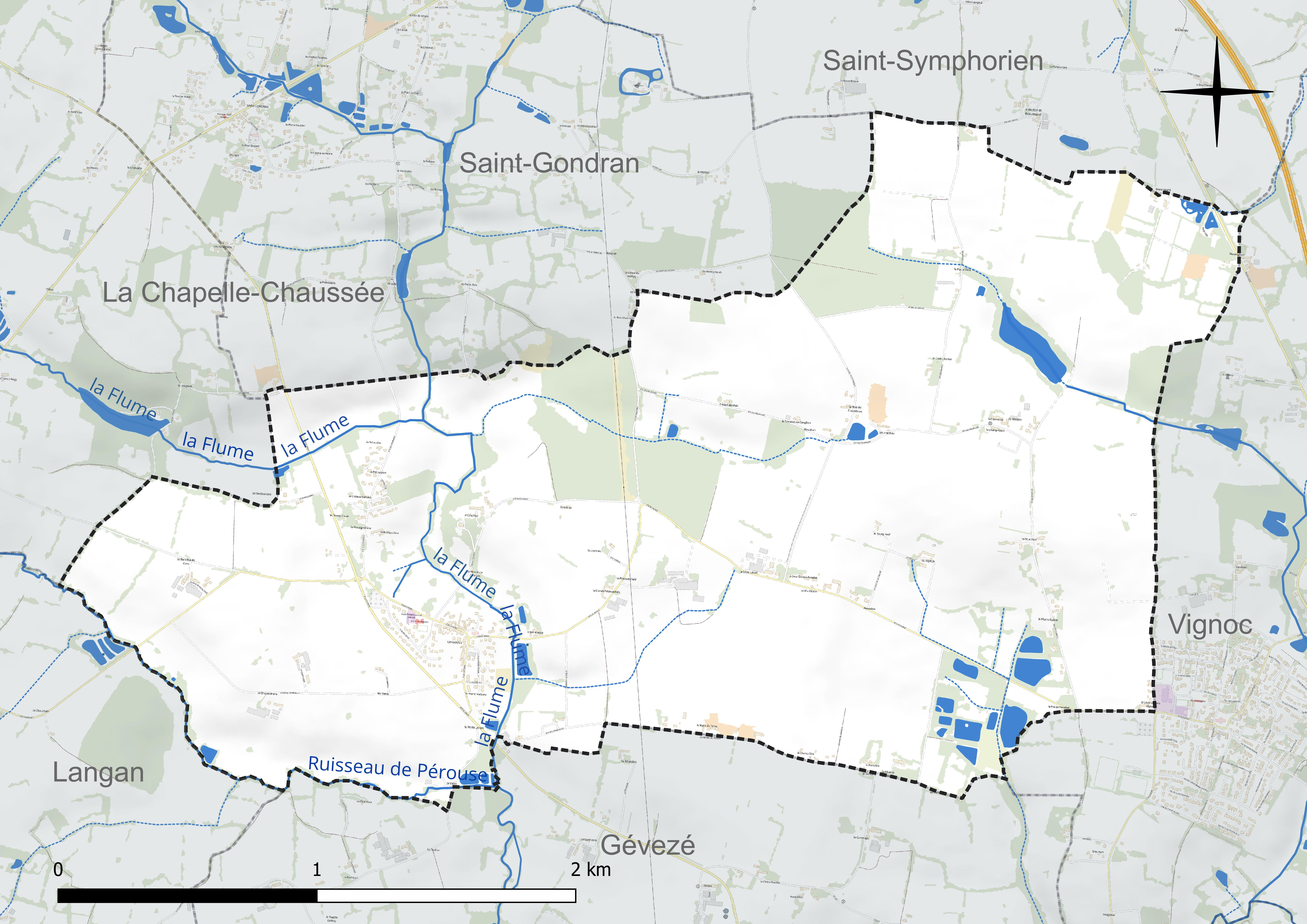
Réseau hydrographique de Langouet.

### Climat
Pour des articles plus généraux, voir Climat de la Bretagne et Climat d'Ille-et-Vilaine.
En 2010, le climat de la commune est de type climat océanique altéré, selon une étude du CNRS s'appuyant sur une série de données couvrant la période 1971-2000. En 2020, Météo-France publie une typologie des climats de la France métropolitaine dans laquelle la commune est exposée à un climat océanique et est dans la région climatique  Bretagne orientale et méridionale, Pays nantais, Vendée, caractérisée par une faible pluviométrie en été et une bonne insolation. Parallèlement l'observatoire de l'environnement en Bretagne publie en 2020 un zonage climatique de la région Bretagne, s'appuyant sur des données de Météo-France de 2009. La commune est, selon ce zonage, dans la zone « Intérieur Est  », avec des hivers frais, des étés chauds et des pluies modérées.  
Pour la période 1971-2000, la température annuelle moyenne est de 11,3 °C, avec une amplitude thermique annuelle de 12,6 °C. Le cumul annuel moyen de précipitations est de 788 mm, avec 13,1 jours de précipitations en janvier et 6,8 jours en juillet. Pour la période 1991-2020, la température moyenne annuelle observée sur la station météorologique la plus proche, située sur la commune de Feins à 16 km à vol d'oiseau, est de 11,9 °C et le cumul annuel moyen de précipitations est de 816,2 mm,. Pour l'avenir, les paramètres climatiques de la commune estimés pour 2050 selon différents scénarios d'émission de gaz à effet de serre sont consultables sur un site dédié publié par Météo-France en novembre 2022.

## Urbanisme

### Typologie
Au 1er janvier 2024, Langouet est catégorisée commune rurale à habitat dispersé, selon la nouvelle grille communale de densité à sept niveaux définie par l'Insee en 2022.
Elle est située hors unité urbaine. Par ailleurs la commune fait partie de l'aire d'attraction de Rennes, dont elle est une commune de la couronne,. Cette aire, qui regroupe 183 communes, est catégorisée dans les aires de 700 000 habitants ou plus (hors Paris),.

### Occupation des sols
L'occupation des sols de la commune, telle qu'elle ressort de la base de données européenne d'occupation biophysique des sols Corine Land Cover (CLC), est marquée par l'importance des territoires agricoles (94,1 % en 2018), une proportion identique à celle de 1990 (94,1 %). La répartition détaillée en 2018 est la suivante : 
terres arables (51,5 %), zones agricoles hétérogènes (29,4 %), prairies (13,2 %), forêts (5,7 %), zones urbanisées (0,2 %). L'évolution de l'occupation des sols de la commune et de ses infrastructures peut être observée sur les différentes représentations cartographiques du territoire : la carte de Cassini (XVIIIe siècle), la carte d'état-major (1820-1866) et les cartes ou photos aériennes de l'IGN pour la période actuelle (1950 à aujourd'hui).

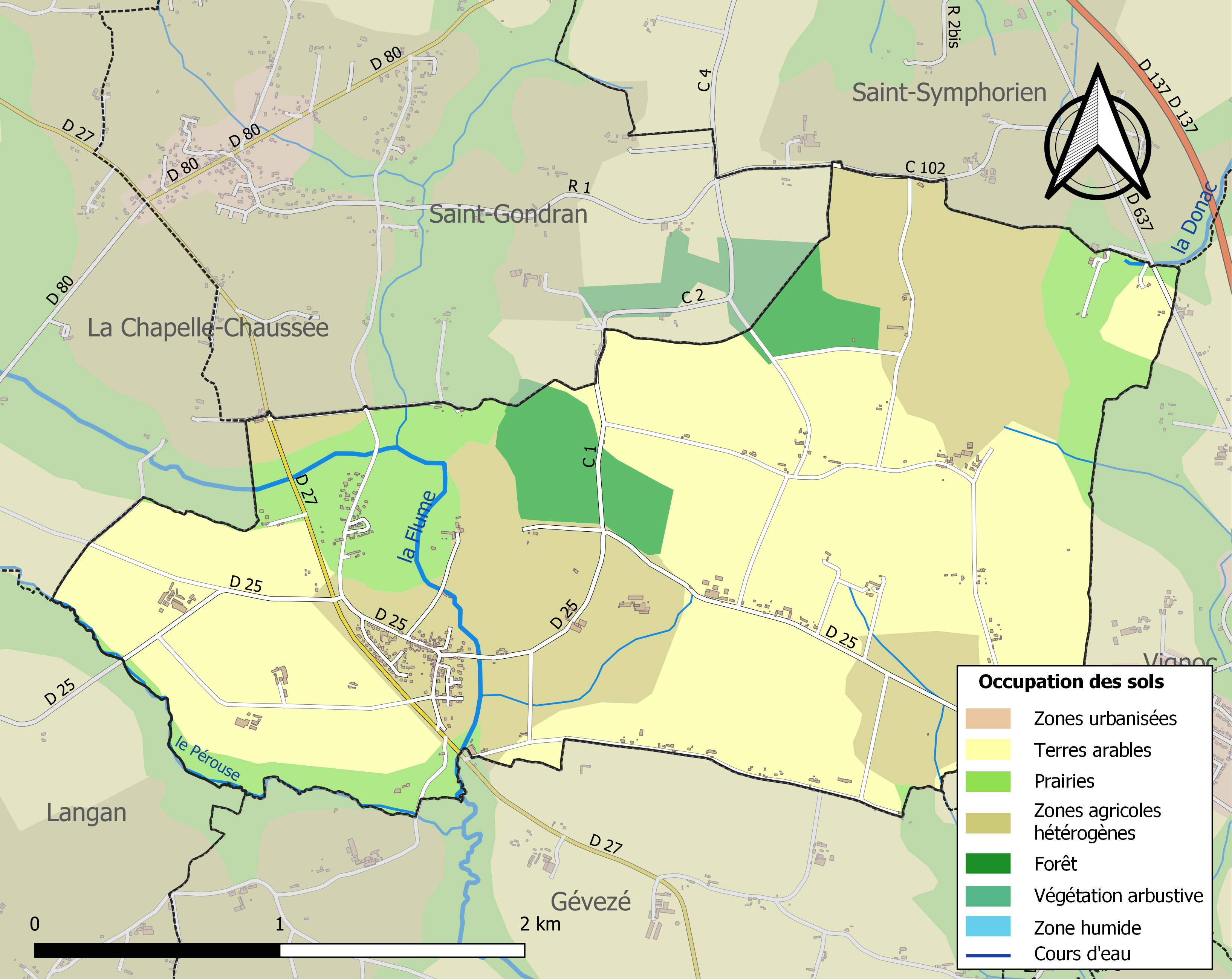
Carte des infrastructures et de l'occupation des sols de la commune en 2018 (CLC).

### Habitat

#### «La prairie Madame»
La première réalisation communale a été la réalisation de maisons basse consommation en bois. Le projet a démarré en 2005.
La commune était propriétaire du terrain, à côté du bourg. Elle a réalisé le lotissement en régie, pour optimiser les coûts et garantir la qualité architecturale et paysagère du projet. Le lotissement communal La Prairie Madame a été réservé aux primo-accédants avec des revenus bas et moyens.
Pour ce projet, parpaings et PVC étaient interdits. L'architecte chargé du suivi du projet a proposé deux types de maisons, bois ou bois et monomur, avec poêle à granulés et énergie solaire. Les toitures devaient être en ardoise, et en acier gris pour les garages. Les eaux de toitures sont récupérées et réutilisées.
Les terrains font en moyenne 350 m2. Il y a un ensemble de 6 maisons et 6 garages groupés, et un de 3 maisons et 3 garages groupés. Certaines maisons sont accolées, d'autre sont isolées. Toutes bénéficient de principes bioclimatiques.
Un aménagement paysager des jardins a été fait. Les clôtures sont en piquets de châtaignier et fil à mouton, ou en tressage de saule, les portillons métalliques. Une liaison douce traverse le projet. Les plantations sont d'essences locales, un verger a été planté, des noues accompagnent la voirie, étroite. On retrouve la couleur du bois au niveau des candélabres. Une passerelle permet d'accéder à une zone humide, voisine du projet.

#### «La pelousière»
L'opération « La pelousière » est la deuxième opération portée par la commune. Le projet est constitué de 12 maisons (T5) et 6 appartements (4 T3 et 2 T2) au sein d'un petit collectif. Il a bénéficié d'une démarche « ADOU » (équivalent d'une approche environnementale de l'urbanisme dans le Pays de Rennes), et de l'aide du conseil local de l'énergie. Les objectifs étaient la densité, une place de la voiture limitée, des stationnements séparés des maisons (pas de garage mais des carports végétalisés). La commune s'était associée à un architecte avec comme objectif une approche globale, à la fois sur l'eau, l'énergie, la luminosité, le confort et la santé des habitants…
Chaque logement est équipé de solaire thermique. Les toitures sont en zinc. Le collectif consomme entre 30 et 35 kWh/m²/an[réf. nécessaire] ; le chauffage est fait par une pompe à chaleur. Les maisons et le collectifs sont au niveau BBC. Des séchoirs en poteaux bois ont été installés dans tous les jardins, pour inciter les ménages à ne pas utiliser de sèche-linge et diminuer la consommation énergétique.
Des noues ont été intégrées au sein de l'opération pour la gestion des eaux pluviales. Elles débouchent sur une zone de jeu et de tampon naturel.
Dans le cahier de cession de terrain, il était demandé 3 jours de travaux à chaque adulte futur habitant pour les murets et les appentis, soit un total de 30 jours de participation. Une clause de solidarité était incluse pour ceux qui ne pouvaient participer aux travaux. L'accompagnement de ce projet a été mené par des compagnons bâtisseurs.

#### «Les Marivoles»
Sur un terrain de 4 000 m2, en face du hameau de La Pelousière, la municipalité souhaite réaliser 7 maisons individuelles construites dans une démarche biosourcée et circulaire, avec production photovoltaïque et récupération d'eau de pluie.

## Toponymie
Les formes anciennes sont : Langoait (1407), Langoet (XVe siècle), Langouet (XVIe siècle).
L'expression « lan » en breton ancien signifie « lieu consacré ». Les noms en Lan- se rattachent à des fondations monastiques ou à des saints qui y vécurent en ermites, et ici, comme tant d'autres exemples Bretons, la similitude avec le pays de Galles est évidente (comme à Langolen [29] et son homonyme gallois Llangollen, avec un Saint Gollen dont on ne sait quasiment rien).
L'expression « coat » relève du moyen breton, sa source est « coet » (vieux breton, plus connu à l'époque moderne sous la forme koad), signifiant « le bois ».
De sa traduction littérale, fusion des deux expressions bretonnes « lan » et « coet », il en résulte « le lieu honoré au bois ».
Il est plausible que la traduction de cette notion révèle une résurgence forte de la notion de « bois sacré » ou encore une réminiscence ancestrale signifiant « L'ermitage, le monastère du bois » ou à tout le moins : « Le bois du monastère / de l'ermitage ».
En outre, un lieu-dit très ancien, vient appuyer l'hypothèse de l'emploi du breton sur ce territoire et l'installation d'un ermitage : Penabat, de Penn et Abad, soit littéralement le « Chef / Sommet ou Pointe des Abbés »[réf. nécessaire].
Langoed est la forme bretonne proposée par l'OPLB. Le nom de la commune en gallo est Lan.wèt.

## Histoire
Pendant la Seconde Guerre mondiale, cette petite commune était très active : elle possédait un vendeur de tissus, un maréchal-ferrant, un boulanger et autres petits commerces aujourd'hui disparus.
Le 9 mai 1970, un référendum est organisé pour un rattachement de Langouet à Vignoc ou à Gévezé. Les Langouëtiens votent contre le rattachement de Langouet à l'une ou l'autre des deux communes.

## Politique et administration

### Liste des maires
| Période                                  | Période        | Identité        | Étiquette   | Qualité                                                             |
| ---------------------------------------- | -------------- | --------------- | ----------- | ------------------------------------------------------------------- |
| décembre 1919                            | ?              | M. Richard      |             | Cultivateur                                                         |
| Les données manquantes sont à compléter. |                |                 |             |                                                                     |
| Maire en 1968                            | ?              | Pierre Ory      |             | Menuisier                                                           |
| mars 1971                                | mars 1983      | Louis Guérin    |             | Exploitant agricole, maire honoraire                                |
| mars 1983                                | juin 1995      | Marcel Harnois  |             | Conducteur de travaux                                               |
| juin 1995                                | juin 1999      | Philippe Robin  | PS          | Maçon                                                               |
| juin 1999                                | 3 juillet 2020 | Daniel Cueff    | DVE puis BÉ | Maître de conférences Conseiller régional de Bretagne (2010 → 2015) |
| 3 juillet 2020                           | En cours       | Jean-Luc Dubois |             | Ingénieur dans le secteur bancaire                                  |
| Les données manquantes sont à compléter. |                |                 |             |                                                                     |

Aux élections municipales du 15 mars 2020 avec une participation de plus de 80%, la liste soutenue par Daniel Cueff, le maire anti pesticides (qui ne se représentait pas) est battue.

### Politique environnementale
La commune a décidé en 2003 de se passer des énergies fossiles. En 2014, les panneaux photovoltaïques produisaient plus d'électricité que celle consommée par la ville. La cantine scolaire est bio depuis 2003,.
En 2017, Langouet a lancé un programme d'habitat social 100 % circulaire pour un coût de 25 000 Euros financé par un prêt souscrit par 42 investisseurs. Ce projet a débouché sur :
- un centre de ressources et de formation à la permaculture ;
- un lieu d'expérimentation et de création de jardins en permaculture ;
- une station météorologique[39].

En 2014, la commune reçoit le 1er prix des communes bio et sans pesticides dans sa catégorie, prix national organisé par un collectif d'associations citoyennes.
Le 11 mai 2019, un arrêté municipal interdit l'usage de produits phytosanitaires à une distance inférieure à 150 mètres de toute parcelle cadastrale comprenant un bâtiment à usage d'habitation ou professionnel. L'élu de Langouet est convoqué au tribunal administratif de Rennes à la demande de la préfecture, qui souhaite l'annulation de son arrêté. Un rassemblement de soutien a été organisé, et des jeunes bretons ont organisé un voyage à vélo pour rejoindre Langouet. plusieurs personnalités politiques ont réagi (Corinne Lepage, Yannick Jadot...) et l'affaire est relayée dans les médias locaux et nationaux.
Le 25 octobre 2019, le tribunal administratif de Rouen a annulé l'arrêté limitant l'usage des pesticides au motif que seul le ministre de l'Agriculture et de l'Alimentation a autorité pour encadrer l'utilisation des pesticides.

### Jumelages
Avec les dix-huit autres communes de la communauté de communes du Val d'Ille-Aubigné, Langouet est jumelée avec :
- Chedzoy (Royaume-Uni) depuis 2003
- Middlezoy (Royaume-Uni) depuis 2003
- Westonzoyland (Royaume-Uni) depuis 2003

## Population et société

### Démographie
L'évolution du nombre d'habitants est connue à travers les recensements de la population effectués dans la commune depuis 1793. Pour les communes de moins de 10 000 habitants, une enquête de recensement portant sur toute la population est réalisée tous les cinq ans, les populations de référence des années intermédiaires étant quant à elles estimées par interpolation ou extrapolation. Pour la commune, le premier recensement exhaustif entrant dans le cadre du nouveau dispositif a été réalisé en 2008.
En 2022, la commune comptait 610 habitants, en évolution de +1,67 % par rapport à 2016 (Ille-et-Vilaine : +5,46 %, France hors Mayotte : +2,11 %).
| 1793 | 1800 | 1806 | 1821 | 1831 | 1836 | 1841 | 1846 | 1851 |
| ---- | ---- | ---- | ---- | ---- | ---- | ---- | ---- | ---- |
| 504  | 516  | 502  | 489  | 564  | 523  | 515  | 498  | 525  |

| 1856 | 1861 | 1866 | 1872 | 1876 | 1881 | 1886 | 1891 | 1896 |
| ---- | ---- | ---- | ---- | ---- | ---- | ---- | ---- | ---- |
| 504  | 514  | 536  | 490  | 509  | 480  | 455  | 492  | 519  |

| 1901 | 1906 | 1911 | 1921 | 1926 | 1931 | 1936 | 1946 | 1954 |
| ---- | ---- | ---- | ---- | ---- | ---- | ---- | ---- | ---- |
| 507  | 467  | 436  | 375  | 401  | 395  | 378  | 352  | 285  |

| 1962 | 1968 | 1975 | 1982 | 1990 | 1999 | 2006 | 2008 | 2013 |
| ---- | ---- | ---- | ---- | ---- | ---- | ---- | ---- | ---- |
| 257  | 278  | 317  | 418  | 454  | 537  | 543  | 545  | 596  |

| 2018 | 2022 | - | - | - | - | - | - | - |
| ---- | ---- | - | - | - | - | - | - | - |
| 601  | 610  | - | - | - | - | - | - | - |

### Enseignement
L'école du village a été rénovée et agrandie au début des années 2000, et équipée d'énergies renouvelables.

## Culture locale et patrimoine

### Lieux et monuments
Il n'y a pas de monuments historiques à Langouet. On trouve cependant plusieurs édifices présentant un intérêt patrimonial, notamment l'église Saint-Armel dont certaines parties remonteraient au XVe siècle.

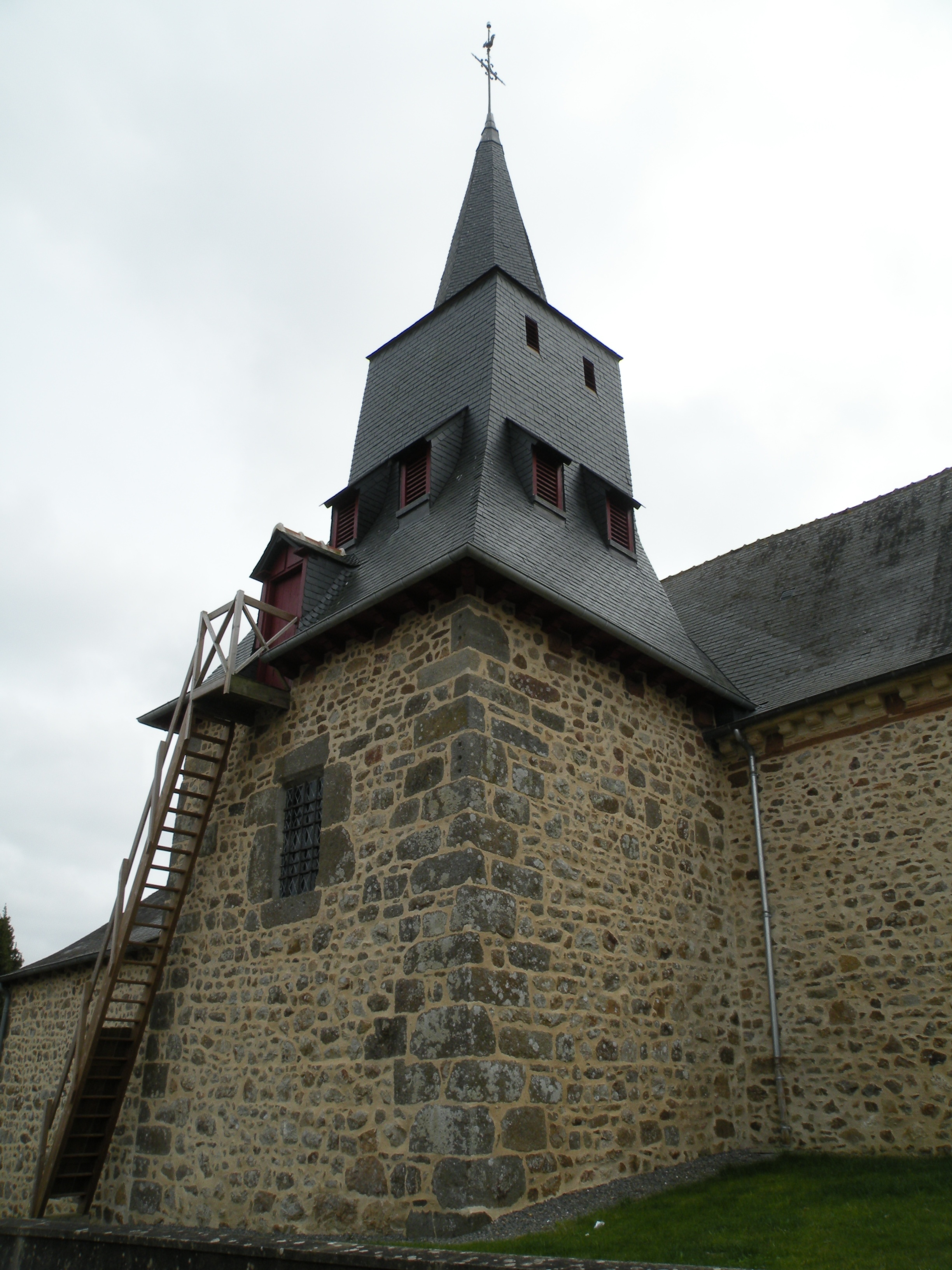
Le clocher de l'église.
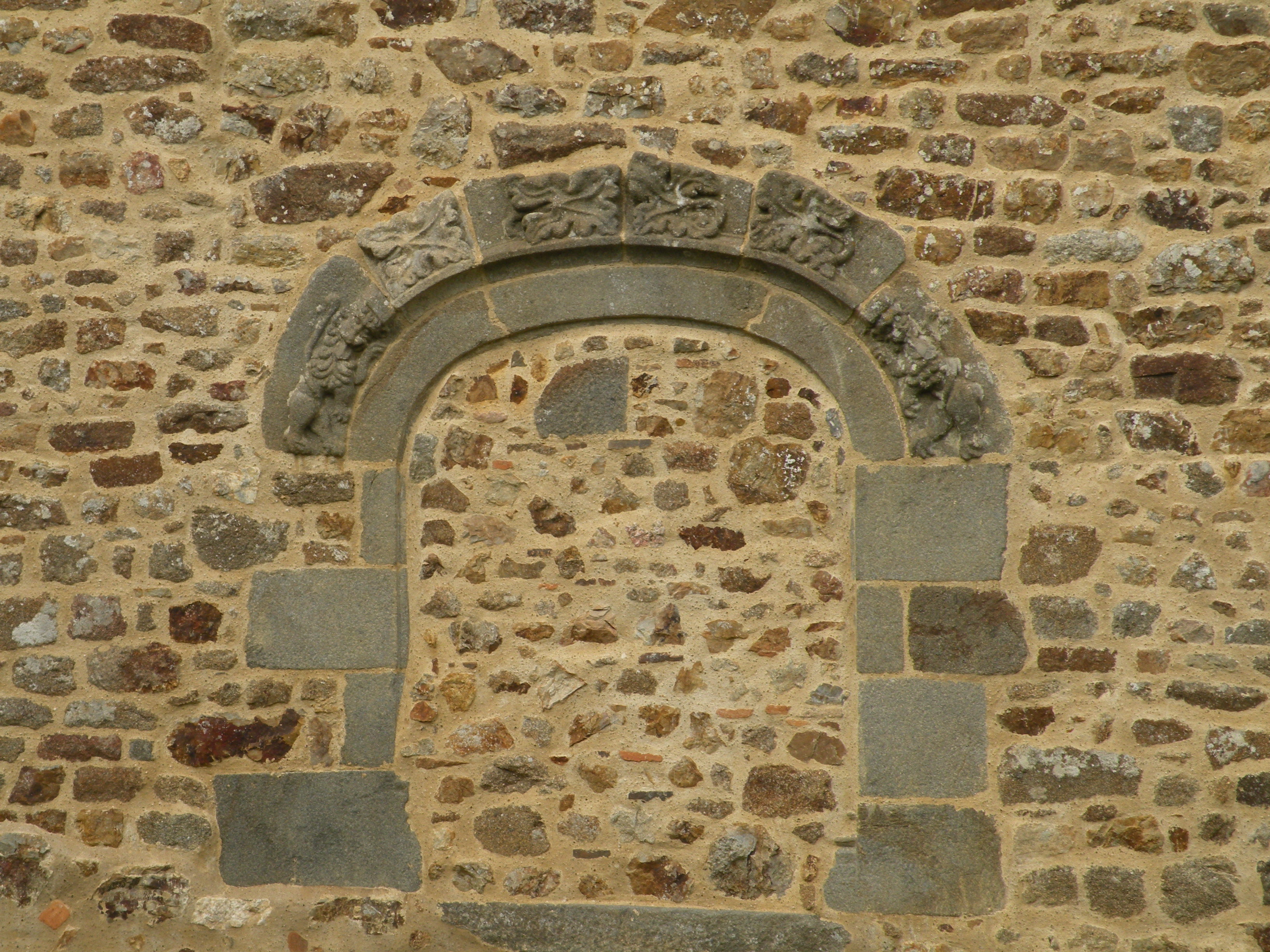
Le portail sud muré de l'église.
L'éco-lotissement de la Pelousière : un exemple d'opération HQE en milieu rural.

Langouët possède plusieurs chênes pluri-centenaires situés dans les champs, ils sont classés au patrimoine des arbres remarquables d'Ille-et-Vilaine.

### Équipements culturels
Langouet est pourvu d'une bibliothèque et d'un bar associatif La Cambuse.

### Personnalités liées à la commune
- Adolphe Julien Fouéré, aussi appelé « l'Ermite de Rothéneuf » séjourna à Langouet, en qualité de curé, de 1889 à 1893 avant de démissionner des ordres et de rejoindre la ville de Rothéneuf où il sculpta des rochers durant 16 ans[51].
- Commandant Dieudonné de Laubier, aviateur mort à Sedan le 14 mai 1940 en héros lors de la Seconde Guerre mondiale à l'âge de 42 ans. Né le 17 juin 1897 à Saint Méloir des Ondes[52], il a vécu ses jeunes années sur la commune, domicilié alors au lieu-dit Le Coudray acheté par son père en 1886[53]. Des anciens combattants de l'aviation souhaitent rappeler le souvenir de cet enfant de Langouet, commandant en 1940 du Groupe de bombardement de nuit GB 34/II qui a pris la place d'un de ses subordonnés pour accompagner son groupe lors de la mission de sacrifice du 14 mai 1940 ayant pour objectif de détruire le pont de bateaux sur lequel passait la 1re Panzer du général Guderian (commandant le XIXe corps d'armée)[54].